# WINNER
WINNER（： Wi Neo；日语： Uinā），為韓國YG娛樂透過Mnet生存實境節目《WIN：WHO IS NEXT》所推出的男子音樂組合，也是該經紀公司繼2006年BIGBANG後第二組男子偶像團體，現任成員為姜昇潤、金秦禹、李昇勳、宋旻浩，並由姜昇潤擔任隊長。2016年10月12日，YG娛樂公布南太鉉因心理問題暫停演藝活動，同年11月25日宣布退出團體，自此以四人組體制活動。

## 官方設定

### 團名由來
團體名稱WINNER來源於生存節目的名稱「WIN」，「WIN」是節目WHO IS NEXT每個英文字首字母，在節目名稱後加「NER」就是WINNER，代表在節目中勝出的TEAM A，並進行出道。此外也正如名字本身的意思，蘊含著用真誠的音樂成爲歌謠界「真正的WINNER」的抱負。

以2014年8月17日SBS《人氣歌謠》作為團體的出道舞台以及正式出道日。
團體問候語為：「Guess who's back? We are WINNER」，源自團體專屬節目《WINNER TV》片頭曲歌詞，並在說出WINNER時會將手指食指及小拇指伸直，且中指呈半彎曲狀，比出W形狀手勢。

### 歌迷名稱
YG娛樂於2014年8月6日公佈WINNER的官方歌迷名稱為「INNER CIRCLE（韓語：」，原意為組合的核心成員、核心的意思，在此寓意為聚集在一起溝通和交流WINNER相關情報的核心窗口，簡稱「Incir」、「Incle」或「IC」。粉絲俱樂部的Logo也是字母C將字母W（WINNER）圍繞在中心，像似成為守護WINNER的勢力。官方應援物為W形狀的紫藍色手燈。

## 成員列表
- 名字粗體為隊長

個別成員的詳細資料請參閱各成員的個人頁面。
| 現任成員   | 現任成員 | 現任成員        | 現任成員                             | 現任成員 | 現任成員 | 現任成員 |
| 本名       | 本名     | 本名            | 出生日期 出生地                      |          |          |          |
| 中文       | 韩文     | 羅馬拼音        | 出生日期 出生地                      |          |          |          |
| ---------- | -------- | --------------- | ------------------------------------ | -------- | -------- | -------- |
| 金秦禹     | 김진우   | Kim Jin Woo     | 1991年9月26日 · 全羅南道新安郡       |          |          |          |
| 李昇勳     | 이승훈   | Lee Seung Hoon  | 1992年1月11日 · 釜山廣域市東萊區     |          |          |          |
| 宋旻浩     | 송민호   | Song Min Ho     | 1993年3月30日（31歲） · 京畿道城南市 |          |          |          |
| 姜昇潤     | 강승윤   | Kang Seung Yoon | 1994年1月21日 · 釜山廣域市海雲臺區   |          |          |          |
| 已離隊成員 |          |                 |                                      |          |          |          |
| 南太鉉     | 남태현   | Nam Tae Hyun    | 1994年5月10日 · 京畿道河南市         |          |          |          |

### 成員變遷時序表
- ：團體專輯發行
- ：因兵役而暫停演藝事業

## 發展歷程

### 2013年至出道前
2013年8月20日，在首爾汝矣島舉行YG娛樂選拔新男子音樂組合的生存淘汰賽節目《WIN》的製作發布會，首次公開旗下11名男練習生，並將其分成A隊及B隊，進行舞蹈、歌唱等出道競爭實錄，由觀眾投票選出最終優勝隊，而贏者可獲得隊名「WINNER」及出道機會。2013年8月23日起，在有線電視Mnet正式播映《WIN：WHO IS NEXT》。並從9月27日的首輪對決開始，《WIN》通過三輪對決和三次觀眾投票合算，最終胜者完全取決於觀眾的投票結果。
2013年10月25日，經過十個禮拜競賽後，在終場以觀眾前兩次的投票結果佔總分的40%，與最終回的投票結果佔60%，分數加總出來的結果，宣布由當時五位平均年齡20歲的A隊獲得最終勝利。A隊中，金秦禹及南太鉉為YG旗下長期練習生，姜昇潤為2010年Mnet音樂選秀節目《Superstar K2》殿軍，李昇勳為2012年SBS音樂選秀節目《K-pop Star 1》殿軍，而宋旻浩則曾是Block B的預備成員，後來於2011年以抒情團體「B.o.M」（已解散）成員出道。另A隊早期尚未有隊長人選，後YG社長梁鉉錫指定由宋旻浩擔任隊長，但第二轮对决前，因宋旻浩腳傷，擔心影響團隊比賽士氣，改由姜昇潤擔任隊長一職。
2013年12月13日，YG娛樂與有線電視Mnet推出由WINNER成員出演共十集的紀實綜藝節目《WINNER TV》，旨在展現成員的個人魅力、出道專輯的準備過程、擔任BIGBANG日本六大巨蛋巡演開場舞台經驗、及日本見面會現場等等內容，並且首次參與了主題曲的創作。
2014年1月17日，於《WINNER TV》節目中，梁鉉錫社長表示：「WINNER預計將在《WINNER TV》結束的2月底出道，目前正在錄製專輯中。為了能夠充分發揮他們自創曲能力，專輯發行日期只能向後延。」並表示：「想通過這張專輯讓人們對WINNER的未來抱有更大期待。」展現其特别的關心。
2014年3月1日起，WINNER擔任2NE1第二次世界巡迴演唱會《2014 2NE1 WORLD TOUR ～ALL OR NOTHING～》的部分場次特別嘉賓。並同時參與《YG FAMILY-2014 WORLD TOUR》演唱會。

### 2014年－2015年：正式出道
2014年6月10日，官方釋出首支概念預告片「THE VISITOR」。並陸續透過官方SNS以TEST WEEK、NEW YORK CITY WEEK以及WINNER WEEK分別三周的釋出計畫，預計公開個人及團體概念照，且於7月1日起每日依序公開成員個人與團體概念預告影片。
2014年8月6日，公開正規專輯《2014 S/S》名稱及由成員參與了作詞、作曲的專輯十首曲目。
2014年8月12日，公開專輯全部音源及雙主打曲《EMPTY》與《COLOR RING》MV。於8月15日在蠶室綜合運動場舉行的「AIA REAL LIFE : NOW FESTIVAL 2014 YG家族演唱會」上公開出道舞臺，並於8月17日首次登上音樂節目人氣歌謠正式出道舞台。
而原訂於去年10月《WIN》節目獲勝後將立即出道，反而經過十個月等待後，才正式推出首張專輯，對此YG娛樂楊社長受訪時表示，為了要創造出不同的風格，與其倉促推出WINNER，寧願不管外界的質疑、延後出道時間只為找到WINNER獨一無二的樂壇定位，並表示不希望大眾認為WINNER是舞蹈型偶像組合，因此選擇了感性、抒情味濃厚的嘻哈曲。也或許因為YG音樂取向而認為WINNER會帶有強烈的嘻哈風格，但是WINNER希望瞄準大眾取向來創作音樂。
2014年8月22日，根據Billboard排名，WINNER的出道專輯《2014 S/S》，獲得世界專輯排名第一，驚人的魅力也獲得告示牌盛讚：「韓流耀眼新男團」。並且，在Heatseekers Albums中，也獲得了第六名，憑藉出道專輯，就獲得billboard的2項排名。WINNER在公開專輯的同時，主打曲《空虛》就成為即時間排名第一，並且專輯中的收錄曲，也都進入了排行前幾位，還席捲了日間與周間排行，展現了非一般的氣勢。特別是，WINNER於21日播出的Mnet《M!Countdown》中，出道舞臺獲得了第一，作為新人，他們用了最少的時間獲得了第一，受到了有關人士的關注，打歌期間並同時展開签售活动。 
而WINNER的《空虛》截至22日為止，在中國QQ音樂榜上的累計播放次數已高達618萬757次。音源一經公開便橫掃國內外各大音源榜單的冠軍寶座，展現出了絲毫不像新人的驚人威力的WINNER，特別是在之前21日的Mnet《M!Countdown》中，拿到了第一個冠軍獎盃，並在22日KBS 2TV的《音樂銀行》中，也成功問鼎1位，一出道就爬上了頂峰位置等，掀起了火爆的人氣。

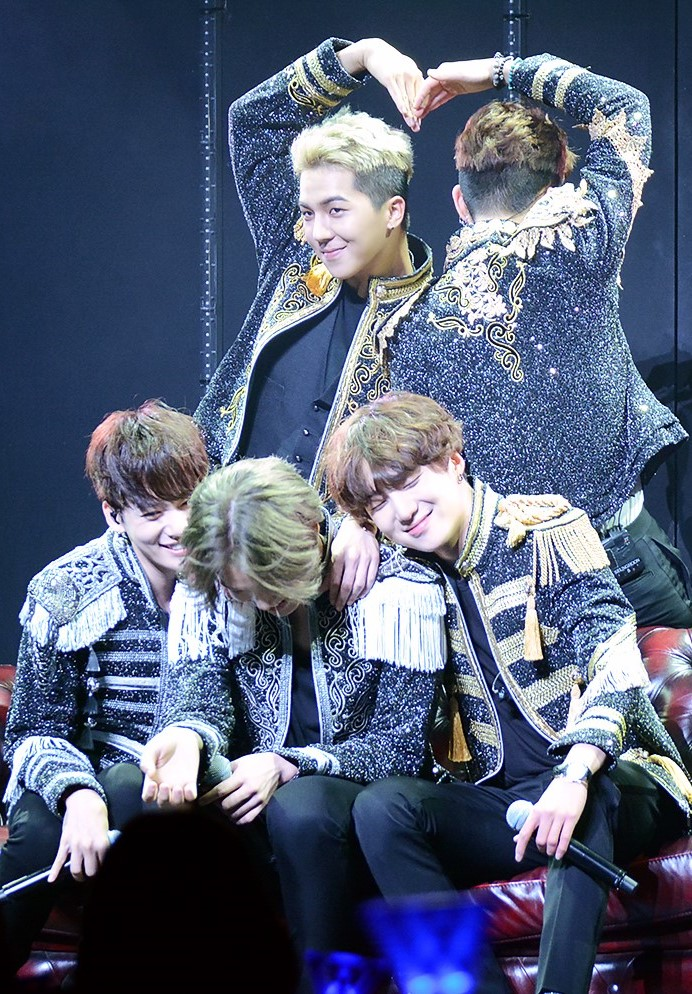
攝於2015年日本巡迴演唱會現場。

2014年9月10日，甫於韓國出道便在五日內奪下音樂節目冠軍，同時席捲各大音源榜而被譽為「怪物新人」的WINNER，乘勝追擊進軍日本同樣獲得佳績。在日本發行了首張單曲《2014 S/S -Japan Collection-》，隨即熱銷了35079張，打入Oricon專輯單日排行榜及單周排行榜的第二名。並宣布展開首次日本全5都市共11場《WINNER 1st JAPAN TOUR 2014》公演巡迴。
2014年12月10日，官方SNS公開了《WWIC 2015》宣傳海報和宣傳片，即指「WORLDWIDE INNER CIRCLE CONFERENCE 2015」，宣告明年WINNER將和粉絲會IC成員們一起舉辦例行粉絲會，活動突破一般粉絲會範圍，打造全新粉絲文化。
2014年12月17日，根據STARNEWS採訪各歌謠唱片製作人，音樂節目PD、作曲家、評論家等28位歌曲專家為對象進行了「2014年最棒的新人」為題目的問卷調查，結果32.1%（9票）選擇WINNER為今年最棒的新人。2014年末至2015年初，WINNER獲得許多2014年度韓國各大頒獎典禮的新人獎成為2014年最受矚目的新人團體之一。
2015年，除了參與WWIC巡迴及日本Hall巡迴演唱會《WINNER JAPAN TOUR 2015》活動外，成員金秦禹、姜昇潤、南太鉉分別參與拍攝網路劇及戲劇挑戰演技，宋旻浩則參與了Mnet Rapper生存節目《Show Me The Money 4》取得亞軍。

### 2016年
距離發行出道專輯時隔1年零5個月後，於1月4日公開 2016 PROJECT 「EXIT MOVEMENT」預告影片，計劃在本年度持續進行活動 ，1月11日公開WINNER成員宋旻浩和南太鉉合作的新歌《PRICKED》，作為WINNER迷你專輯《EXIT:E》的先行曲。 正式音源公開前由8組歌手們，依序是LEE HI、太陽、Zion.T、DEAN、AKMU、Katie Kim、G-Dragon、Epik High，分別Cover主打曲《Baby Baby》及《SENTIMENTAL》並公開於網路上。2月1日正式公開第一張迷你專輯《EXIT:E》5首歌曲音源及含南太鉉獨唱曲《I'M YOUNG》與雙主打曲的3首MV。
根據2月11日公開的Billboard世界專輯排行，WINNER在本月1日發布的新專輯《EXIT:E》佔據2位。同時，WINNER新專輯還在Heatseekers專輯排行榜上位列第三，展示了出眾的人氣。而新曲發布後不僅橫掃韓國音源排行榜，更是在其它11個國家地區登上iTunes專輯排行1位。在中國音樂網站上，歌曲和MV點擊量都佔據前列，顯示出了WINNER在中華圈的火熱人氣。此外，WINNER在3月12日、13日舉行首次單獨演唱會「WINNER EXIT TOUR IN SEOUL」，並首次公開未完成之新曲《LA LA》，之後於光州、大邱及釜山展開巡演。而韓國巡迴告一段落後，便移師日本展開巡迴「2016 EXIT TOUR IN JAPAN」，在四個城市舉行九場公演，總共動員3萬6000人觀賞。
4月23日，固定出演JTBC綜藝節目《半月朋友》，採用綜藝與紀錄片相結合的新模式，通過記錄WINNER開設夢想幼稚園與4-7歲的孩子們成為朋友，從而展現充滿笑聲與感動的交流過程。且為了參與為期五周的節目拍攝，WINNER宣布暫時中斷活動。
7月7日，WINNER為了與粉絲有更多的溝通，由李昇勳親自製作，於v live開播WIN WIN TV（昇昇TV）。
9月8日，宋旻浩推出個人SOLO曲，並與同公司的Bobby（iKON）成立MOBB小分隊活動。
10月12日，YG官方發表正式聲明，表示成員南太鉉因心理健康問題，將暫時停止活動，因此WINNER的回歸也將無限期延期，另表示成員們都在盡全力克服團隊的危機。此段時期，因組合活動暫時停止，其他成員則展開個人活動。姜昇潤以嘉賓身分出演SBS綜藝節目《花樣旅行》，而後成為固定成員。金秦禹參與了韓國國立現代舞蹈團的現代舞劇《小王子》，飾演「小王子」一角，成為首次登上現代舞蹈團演出舞台的偶像歌手。宋旻浩以MOBB活動外，並成為tvN綜藝節目《新西遊記 3》的固定成員。李昇勳則為了出演tvN《吃睡吃》喀比篇親自撰寫了企劃案，而後也順利參與拍攝。
11月25日，YG發表了官方聲明表示：「原先預告今年將會活躍活動的WINNER，很遺憾地因為南太鉉的心理健康問題，近幾個月都全面中斷了活動。YG和WINNER成員們都認為南太鉉的健康最重要，一直期待他的好轉，但由於南太鉉是從小就存在心理健康的問題，何時能夠恢復回歸很難確定，經過與南太鉉長時間的討論後，認為他未來很難再以WINNER成員繼續進行活動，因此於11月18日雙方解除了合約。」並表示WINNER目前也不會加入新成員，未來將暫時維持四人組的形式，也在積極準備正式活動當中，希望粉絲繼續給予南太鉉及WINNER支持。

### 2017年
3月17日，YG娱乐官方社群公布WINNER將時隔1年2個月以四人組回歸。
4月4日下午4时發布收錄《REALLY REALLY》和《FOOL》的首張單曲專輯《FATE NUMBER FOR》音源及MV。专辑名称以及发布时间均围绕数字“4”，强调了WINNER全新的四人体制。新曲發布後便在韓國七大音源榜單佔據首位，並在其他21個國家地區的iTunes專輯排行榜同時登頂一位，且WINNER在全球性iTunes專輯榜上也位居第三位。《REALLY REALLY》另入選美國Apple Music的「Best of the Week」，且根據美國著名音樂雜誌告示牌（Billboard）的數據顯示，此曲連續兩周登上了 World Digital Song Sales 榜第三名，海內外皆備受好評。此外歌曲《REALLY REALLY》經過發布一個月後，在音源排名出現逆襲，在韓國最大音樂榜單MelOn實時排名以當時基準重新躍居前三，此首歌儼然成為WINNER出道以来的最熱門歌曲。而為了徹底彌補長時間未見面的遺憾，並延續音源及綜藝的好勢頭，將團隊活動期延長至五月底，成為YG娛樂少數活動期長達八周的團體。
而對於WINNER的音樂風格姜昇潤表示：「WINNER是走感性路線，個性突出，給人一種節制感。」
7月24日，YG娛樂宣布WINNER將於8月4日下午4時發行雙主打曲《LOVE ME LOVE ME》及《ISLAND》的全新單曲專輯《OUR TWENTY FOR》回歸，延续了围绕数字“4”展开的专辑概念。 
8月4日，自今年4月發行《FATE NUMBER FOR》後打破了YG娛樂的慣例，僅隔4個月高速回歸，釋出符合夏季風格的單曲二輯雙主打曲音源及MV，新曲發布後在韓國五大主流音源網站位居實時榜首，並在其他22個國家地區的iTunes專輯排行榜同時登上一位，更新了上次回歸的最高紀錄，在全球性iTunes專輯榜上也位居第二位，此次WINNER也以自己創作的音樂進一步鞏固了只属于自己的音樂色彩。
11月7日，有線電視tvN推出由WINNER成員出演共四集的《新西遊記外傳：花樣青春WINNER篇》，為此前在《新西遊記4》中，「宋神指事件」及最後妖怪們蒐集七顆龍珠成功招喚龍神實現了願望，而宋旻浩的願望就是和WINNER成員們一起出演《花樣青春》，節目組因此滿足了他的願望。且平均年齡25.5歲的他們，也成為歷代《花樣青春》中最年輕的團隊。

### 2018年
1月4日，根據韓國音源串流平台Gaon音樂榜週間流媒數顯示，WINNER的歌曲《REALLY REALLY》的音源累積突破了一億播放次數。此曲在2017年4月4日發布後的第39週突破了一億的流媒，更成為韓國男子組合中首組最初在榜達成一億流媒紀錄的組合。
2月7日，在日本推出《OUR TWENTY FOR》日版專輯，其中收錄韓國未發表的全新日本限定樂曲《RAINING》及《HAVE A GOOD DAY》，並同時在日本展開第四次巡迴演唱會「WINNER JAPAN TOUR 2018～We'll always be young～」，預計將巡迴6都市10場演出，而後追加場次宣布將於4月28日首次登上日本武道館。另根據日本Oricon公信榜2月10日發布的榜單數據顯示，此次發行的專輯在2月9日的公信榜每日CD專輯排行榜中位居首位，也是WINNER首次取得Oricon榜單一位。
4月4日，公布時隔8個月回歸的新專輯《EVERYD4Y》收錄之12首歌曲及主打歌《Everyday》音樂錄影帶，展現過去四年來WINNER音樂方面的成長。新曲公開後立即登上韓國主要門戶網站和最大的音源網站Melon實時熱搜詞排名第一，不久便在韓國八大音源榜單佔據首位創下All Kill紀錄，並在其他18個國家地區的iTunes專輯排行榜登頂一位。4月6日，官方宣布時隔四年招收粉絲INNER CIRCLE二期會員。
5月3日，官方宣布將於6月17日當日舉辦兩場名為『WWIC 2018』時隔3年的PRIVATE STAGE粉絲見面會。
6月17日，以「EVERYDAY 4 INNERCIRCLE」為主題舉辦的PRIVATESTAGE『WWIC 2018』於下午1點和6點在首爾奧林匹克大廳開演，此次演出每場3000名，共6000個坐席全部售罄，證明WINNER的火爆人氣，主題亦表達了WINNER想要以親密的形象與粉絲度過每一天的心情。
8月19日，WINNER於首爾奧林匹克體操競技場展開首次亞洲巡迴演唱會《WINNER 2018 EVERYWHERE TOUR》，之後將前往8個亞洲主要城市舉辦巡回演唱会。
並於9月起同時展開第五次的日本巡演。11月14日，官方宣布將於明年一月起於北美展開首次巡迴演場會。
11月26日，宋旻浩發行首張SOLO正規專輯《XX》。
12月6日，WINNER於2017年4月4日發行的《REALLY REALLY》在YouTube突破1億觀看次數，成為團體首支破億MV。
12月13日，官方宣布WINNER將於12月19日時隔8個月以單曲專輯《MILLIONS》回歸，根據所屬公司透露，WINNER的第三張正歸專輯將延期至明年2月海外巡演結束之後，因此此次的單曲將是以先行曲的形式公開。
12月19日，公布時隔8個月回歸的新單曲《MILLIONS》歌曲音源及音樂錄影帶，新曲發布後在韓國七大主流音源網站位居實時榜首，並在其他19個國家和地區iTunes歌曲榜上排名第一，證實了WINNER日益強大的全球影響力。

### 2019年
1月29日，全體出演YG與Olleh TV Mobile合作共8集的旅遊實境綜藝節目《WINNER VACATION - Hoony Tour》，由成員李昇勳親自擔任導遊，帶領成員介紹濟州島美食店和旅行路線，充滿趣味性。
5月3日，YG娛樂宣布WINNER將於5月15日時隔5個月以第二張迷你專輯《WE》回歸，主打歌為《Ah Yeah》,自发表后登顶韩国八大音源榜，全球19个国家及地区iTunes专辑榜第一名。
8月14日，金秦禹發行首張SOLO單曲專輯《JINU’s HEYDAY》，主打歌為《CALL ANYTIME》。
10月23日，發行第三張迷你專輯《CROSS》，主打歌《SOSO》。並從26日起，以首爾為起點，展開《WINNER [CROSS] TOUR》亞洲巡迴演出。

### 2020年
3月26日，公開正規三輯先行曲《Hold》。
4月2日，金秦禹於忠清南道論山陸軍訓練所服役，WINNER將暫時進入團體活動休眠期。預計2021年12月31日退伍。
4月9日，發行正規三輯《Remember》，同名主打歌《Remember》登上韓國五大主流音源網站位居實時榜首，專輯中收錄歌曲也紛紛上榜。並登上其他20餘國iTunes專輯榜首。
4月16日，李昇勳於忠清南道論山陸軍訓練所服役。預計2022年1月14日退伍。
姜昇潤為宣傳正規三輯《Remember》，以面具「即使用腳唱也是歌王！歌王本色周潤發」之名參演2月23日播出的《神秘音樂秀：蒙面歌王》，並於3月1日打敗原歌王蘇燦輝而引爆話題，蟬連第122代至第127代的歌王之位，3個月來共取得六連勝。最後在5月24日挑戰七連勝失利，刷新了歷代偶像們的連霸紀錄。
10月30日，宋旻浩發行個人第二張正規專輯《TAKE》，主打歌《Run Away》。

### 2021年
3月29日, 姜昇潤發行出道以來首張SOLO正規專輯《PAGE》, 主打歌《IYAH》。
11月19日, 宋旻浩舉辦首場個人演唱會《MANIAC》, 因應疫情線上線下同時進行。
11月21日, 姜昇潤舉辦首場個人演唱會《PASSAGE》, 因應疫情線上線下同時進行。
12月31日，金秦禹退伍。

### 2022年
1月14日，李昇勳退伍。
2月18日，YG宣布WINNER將於4月30日、5月1日在首爾奧林匹克公園的奧林匹克公園奧林匹克廳舉辦《WINNER 2022 CONCERT》(5月1日同步線上直播)。
7月5日，發行第四張迷你專輯《HOLIDAY》，主打歌《I LOVE U》。
7月11日，因隊長姜昇潤腳受傷而暫時將隊長交棒給李昇勳，後重新交棒給姜昇潤。

### 2023年
3月24日，宋旻浩入伍，以社會服務員替代服役。預計2024年12月23日退伍。
6月20日，姜昇潤入伍，以陸軍現役服役。預計2024年12月19日退伍。

### 2024年
7月15日, 李昇勳發行出道以來首張SOLO EP《MY TYPE》, 主打歌《MY TYPE》。

## 音樂作品
| 韓語作品 正規專輯 2014年：《 2014 S/S 》 2018年：《 EVERYD4Y 》 2020年：《 Remember 》 迷你專輯 2016年：《 EXIT:E 》 2019年：《 WE 》 2019年：《CROSS》 2022年：《 HOLIDAY 》 單曲專輯 2017年：《 FATE NUMBER FOR 》 2017年：《 OUR TWENTY FOR 》 2018年：《 MILLIONS 》 | 日語作品 正規專輯 2014年：《 2014 S/S -Japan Collection- 》 2018年：《OUR TWENTY FOR》 2018年：《EVERYD4Y》 迷你專輯 2016年：《EXIT MOVEMENT：E -JAPAN EDITION- （僅發行數位音樂） 》 2019年：《 WE 》 2019年：《CROSS》 精選輯 2020年：《WINNER THE BEST "SONG 4 U"》 單曲專輯 2017年：《FATE NUMBER FOR》 2017年：《OUR TWENTY FOR （僅發行數位音樂） 》 2018年：《La La -Japanese Ver.- （僅發行數位音樂） 》 |

## 影視作品

### 專屬節目
| 日期                          | 頻道            | 節目名稱                           | 集數 |
| 2013年8月23日－2013年10月25日 | Mnet            | 《WIN : WHO IS NEXT》              | 11集 |
| 2013年12月13日－2014年2月14日 | Mnet            | 《WINNER TV》                      | 10集 |
| 2016年4月23日－2016年7月16日  | JTBC            | 《半月朋友》                       | 12集 |
| 2017年11月7日－2017年11月28日 | tvN             | 《新西遊記外傳－花樣青春WINNER篇》 | 4集  |
| 2019年1月29日－2019年2月21日  | olleh TV mobile | 《WINNER VACATION－Hoony Tour》    | 8集  |
| 2020年1月4日－2021年1月26日   | Seezn           | 《WINNER VACATION－Bell Boys》     | 8集  |

## 演唱會

### 巡迴演唱會
- 2014年巡迴演唱會「YG Family World Tour 2014：POWER」
- 2014年巡迴演唱會「WINNER 1st JAPAN TOUR 2014」
- 2015年巡迴見面會「World Wide Inner Circle Conference：WWIC 2015」
- 2015年巡迴演唱會「WINNER JAPAN TOUR 2015」
- 2015年巡迴演唱會「WINNER SPECIAL LIVE IN OKINAWA」
- 2016年巡迴演唱會「2016 WINNER EXIT TOUR」
- 2016年巡迴演唱會「WINNER JAPAN TOUR 2016」
- 2017年巡迴見面會「WINNER FANEVENT 2017 IN JAPAN」
- 2018年巡迴演唱會「WINNER JAPAN TOUR 2018 ～We'll always be young～」
- 2018年巡迴演唱會「2018 WINNER EVERYWHERE TOUR」
- 2019年巡迴演唱会「2019 WINNER EVERYWHERE TOUR in North America」
- 2019年巡迴演唱會「2019 WINNER CROSS TOUR」
- 2022演唱會「WINNER 2022 CONCERT」

## 獎項

### 大型頒獎典禮獎項
| 年份   | 名稱                    | 獎項                     |
| ------ | ----------------------- | ------------------------ |
| 2014年 | Melon Music Awards      | 新人獎                   |
| 2014年 | Melon Music Awards      | TOP10藝人獎              |
| 2014年 | Style Icon Asia Awards  | 偶像新星賞               |
| 2014年 | Mnet Asian Music Awards | 最佳新人獎               |
| 2014年 | SBS歌謠大戰             | 新人獎                   |
| 2014年 | Bugs Awards             | 十大專輯（《2014 S/S》） |
| 2015年 | 金唱片獎                | 新人賞                   |
| 2015年 | Gaon Chart K-POP大獎    | 年度新人獎               |
| 2017年 | Melon Music Awards      | TOP10藝人獎              |
| 2017年 | 金唱片獎                | 音源本賞                 |

### 主要音樂節目榜單排名
| 主打歌曲排名成績 | 主打歌曲排名成績 | 主打歌曲排名成績     | 主打歌曲排名成績    | 主打歌曲排名成績       | 主打歌曲排名成績 | 主打歌曲排名成績     | 主打歌曲排名成績        | 主打歌曲排名成績  |
| 專輯 | 歌曲 | Mnet 《M Countdown》 | KBS2 《Music Bank》 | MBC 《Show! 音樂中心》 | SBS 《人氣歌謠》 | SBS MTV 《THE SHOW》 | MBC M 《Show Champion》 | 備註              |
| 2014年 | 2014年 | 2014年               | 2014年              | 2014年                 | 2014年           | 2014年               | 2014年                  | 2014年            |
| --- | --- | -------------------- | ------------------- | ---------------------- | ---------------- | -------------------- | ----------------------- | ----------------- |
| 2014 S/S | 空虛（공허해） | [1]                  | 1                   | 2                      | (1)              |                      | 2                       | 三台冠軍歌曲      |
| 2014 S/S | Color Ring | /                    | 10                  | /                      | 2                |                      | /                       |                   |
| 2014 S/S | Don't Flirt（끼부리지마） | 5                    | 28                  | /                      | 33               |                      | 17                      |                   |
| 2016年 | |                      |                     |                        |                  |                      |                         |                   |
| EXIT:E | PRICKED（사랑가시） | /                    | 26                  |                        | 13               |                      | /                       | MINO&太鉉名義發行 |
| EXIT:E | BABY BABY | /                    | 15                  |                        | 9                |                      | /                       |                   |
| EXIT:E | 多愁善感（센치해） | 1                    | 2                   |                        | 3                |                      | 1                       |                   |
| 2017年 | |                      |                     |                        |                  |                      |                         |                   |
| Fate Number For | Really Really | (1)                  | 2                   | 1                      | (1)              |                      | 3                       | 三台冠軍歌曲      |
| Fate Number For | Fool | /                    | 24                  | /                      | 5                |                      | /                       |                   |
| Our Twenty For | Love Me Love Me | 3                    | 8                   | 4                      | 6                |                      | 5                       |                   |
| Our Twenty For | Island | /                    | /                   | /                      | /                |                      | /                       |                   |
| 2018年 | |                      |                     |                        |                  |                      |                         |                   |
| EVERYD4Y | Everyday | (1)                  | /                   | 1                      | 1                |                      | 1                       | 四台冠軍歌曲      |
| EVERYD4Y | Air | /                    | 8                   | /                      | /                |                      | /                       |                   |
| MILLIONS | Millions | (1)                  | 1                   | 1                      | (1)              |                      | 1                       | 五台冠軍歌曲      |
| 2019年 | |                      |                     |                        |                  |                      |                         |                   |
| WE | Ah Yeah | 1                    | 2                   | 3                      | 2                |                      | 2                       |                   |
| CROSS | So So | 3                    | 10                  | 20                     | 18               |                      | /                       |                   |
| 2020年 | |                      |                     |                        |                  |                      |                         |                   |
| Remember | Hold（뜸） | /                    | 2                   | 7                      | 4                |                      | /                       | 先行曲            |
| Remember | Remember | /                    | 22                  | 6                      | 3                |                      | 6                       |                   |
| 2022年 | |                      |                     |                        |                  |                      |                         |                   |
| HOLIDAY | I LOVE U | 4                    | 30                  | 3                      | 10               |                      | /                       |                   |
| \| - 「*」：打榜中 - 「(1)」：兩星期冠軍 - 「[1]」：三星期冠軍 - 「{1}」：四星期冠軍 \| - 「/」表示未有相關資料 - 「 」：無打歌放送 - 「 」：該段時期未有設立排行榜 - 取得《M! Countdown》、《人氣歌謠》、《Show Champion》、《THE SHOW》三週一位後，排名自動除外 \| | |                      |                     |                        |                  |                      |                         |                   |
| - 「*」：打榜中 - 「(1)」：兩星期冠軍 - 「[1]」：三星期冠軍 - 「{1}」：四星期冠軍 | - 「/」表示未有相關資料 - 「 」：無打歌放送 - 「 」：該段時期未有設立排行榜 - 取得《M! Countdown》、《人氣歌謠》、《Show Champion》、《THE SHOW》三週一位後，排名自動除外 |                      |                     |                        |                  |                      |                         |                   |

| 各台冠軍歌曲統計                                                         | 各台冠軍歌曲統計 | 各台冠軍歌曲統計 | 各台冠軍歌曲統計 | 各台冠軍歌曲統計 |
| Mnet                                                                     | KBS              | MBC              | SBS              | MBC Plus Media   |
| ------------------------------------------------------------------------ | ---------------- | ---------------- | ---------------- | ---------------- |
| 11                                                                       | 2                | 3                | 7                | 3                |
| 一位總數：23 三台冠軍歌曲總數：2 四台冠軍歌曲總數：1 五台冠軍歌曲總數：1 |                  |                  |                  |                  |

## 備註
1. ↑  成員金秦禹與李昇勳曾於V LIVE直播放送中稱歌迷為「朴INCIR（박인서）」，為INNER CIRCLE的韓文簡稱，冠上韓國普遍的姓氏「朴」，使歌迷稱號更像家人朋友般增添親近之意，並成為官方對歌迷愛用的暱稱。另外成員宋旻浩也會稱歌迷為「人魚公主（인어 공주）」，因粉絲名韓文이너音近人魚인어，且演唱會上粉絲所持應援棒燈海像似大海，故有此暱稱。
2. ↑  WIN : WHO IS NEXT episode 1。
3. ↑  WIN : WHO IS NEXT episode 7。
4. ↑  中國QQ音樂KPOP榜是根據一周內的點擊播放次數來進行排序的榜單。

## 外部連結
| 官方 - （） WINNER韓國官方網站 - （日語） WINNER日本官方網站 （页面存档备份，存于） - （） WINNER官方Fanclub Twitter （页面存档备份，存于） - （） WINNER官方Daum Fancafe （页面存档备份，存于） - YouTube上的WINNER頻道 - WINNER的Facebook專頁 - WINNER的X（前Twitter） - WINNER的新浪微博 - WINNER的Instagram帳戶 - WINNER （页面存档备份，存于）的V LIVE頻道 | 個人 - 金秦禹的Instagram帳戶 - 李昇勳的Instagram帳戶 - 宋旻浩的Instagram帳戶 - 姜昇潤的Instagram帳戶 |